# Кан Мін Су
Кан Мін Су (кор. 강민수; нар. 14 лютого 1986, Коян, Південна Корея) — південнокорейський футболіст, захисник клубу «Ульсан Хьонде». Виступав за національну збірну Південної Кореї.

## Клубна кар'єра
У дорослому футболі дебютував 2005 року виступами за команду клубу «Чоннам Дрегонс», в якій провів два сезони, взявши участь у 45 матчах чемпіонату. Більшість часу, проведеного у складі «Чоннам Дрегонс», був основним гравцем захисту команди.
Згодом з 2008 по 2010 рік грав у складі команд клубів «Чонбук Хьонде Моторс», «Чеджу Юнайтед» та «Сувон Самсунг Блювінгз».
Своєю грою за останню команду привернув увагу представників тренерського штабу клубу «Ульсан Хьонде», до складу якого приєднався 2011 року. Відіграв за команду з Ульсана наступні три сезони своєї ігрової кар'єри. Граючи у складі «Ульсан Хьонде» також здебільшого виходив на поле в основному складі команди.
2014 року уклав контракт з клубом «Санджу Санму», у складі якого провів наступний рік своєї кар'єри гравця.  Тренерським штабом нового клубу також розглядався як гравець «основи».
До складу клубу «Ульсан Хьонде» приєднався 2016 року.

## Виступи за збірні
2008 року залучався до складу молодіжної збірної Південної Кореї. На молодіжному рівні зіграв у 3 офіційних матчах.
2007 року дебютував в офіційних матчах у складі національної збірної Південної Кореї.
У складі збірної був учасником кубка Азії з футболу 2007 року у чотирьох країнах відразу, на якому команда здобула бронзові нагороди, чемпіонату світу 2010 року у ПАР.

## Титули і досягнення
- Бронзовий призер Кубка Азії: 2007
- Переможець Кубка Східної Азії: 2008